# Ferdinand Wilhelm Ernst (Solms-Braunfels)

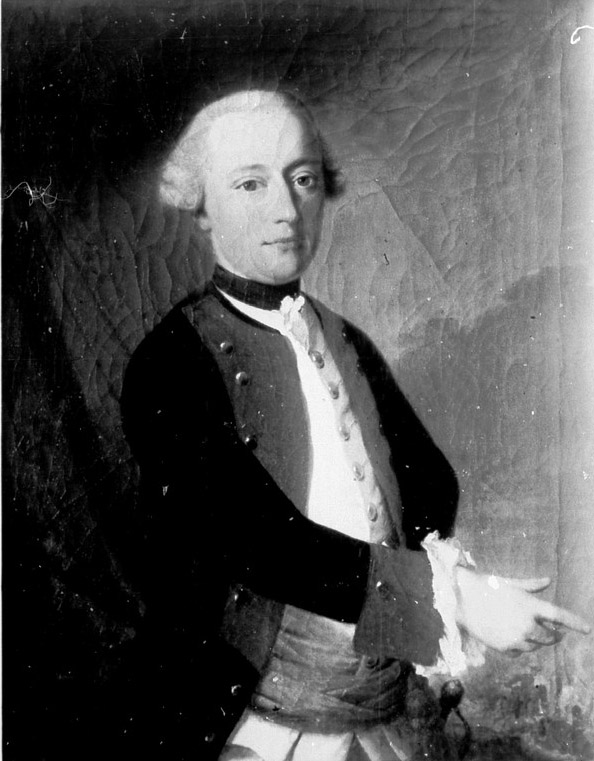
Ferdinand Wilhelm Ernst von Solms-Braunfels (1721–1783)

Fürst Ferdinand Wilhelm Ernst von Solms-Braunfels (* 8. Februar 1721 in Braunfels; † 24. Oktober 1783 in Braunfels) war französischer Hauptmann und zuletzt niederländischer Generalleutnant. Ferner war er der 2. Fürst von Solms-Braunfels.

## Herkunft
Seine Eltern waren Fürst Friedrich Wilhelm von Solms-Braunfels (* 11. Januar 1696; † 24. Februar 1761) und dessen Ehefrau Magdalena von Nassau-Weilburg (* 11. September 1691; † 29. August 1725), Tochter des gefürsteten Grafen Johann Ernst zu Nassau-Weilburg (1664–1719). Der Fürst Karl August zu Nassau-Weilburg (1685–1753) war sein Oheim.
Sein Bruder Anton Ernst Wilhelm Friedrich (* 3. September 1739; † 7. Februar 1812) wurde Generalmajor des Oberrheinischen-Kreises. Seine Schwester Ulrike Luise heiratete den Landgrafen Friedrich IV. von Hessen-Homburg.

## Leben
Als künftiger Fürst von Solms hatten seine Eltern eine ruhige Karriere für ihn vorgesehen, so unternahm er keine der sonst üblich Kavalierstouren, noch sollte er sich dem Militär anschließen. Er riss von zu Hause aus und schloss sich 1740 als Hauptmann dem französischen Regiment Royal Allemand Grenadiere zu Pferd an. Er konnte sich mit seinem Vater aussöhnen. Er blieb in französischen Diensten und der Marschall Belle-Isle wurde sein Gönner. Als der General in den Österreichischen Erbfolgekrieg folgte ihm Solms als sein Generaladjutant. Solms wurde mit der französischen Armee 1742 in Prag eingeschlossen. Der Marschall Belle-Isle konnte ausbrechen und mit knapper Not die Festung Eger erreichen. Solms wurde Oberstleutnant und kam als Generaladjutant zum Kaiser Karl VII. Nach dessen Tod im Jahr 1745 ging Solm in niederländische Dienste. 1747 errichtete er das 2. Bataillon des 1. Regiments Oranien. Er machte mit dem Regiment die Kämpfe in den Niederlanden mit und stieg bis zum Generalleutnant auf.

## Primogenitur
Nach dem Tod des Vaters kam es zu Erbstreitigkeiten, da auch seine Brüder einen Anteil am Land haben wollten. Diese klagten vor dem Reichsgericht, wo sie teilweise Recht bekamen und ihnen eine teilweise Mitregentschaft zugestanden wurde. Am 18. Oktober 1783 kam es zu einem Vertrag, in dem die Primogenitur festgeschrieben wurde. Er musste ihnen aber die Ämter Greifenstein, Hungen und Gambach zugestehen, Ferdinand erhielt Braunfels und Wölfersheim. Lange konnte er sich nicht dessen Besitz erfreuen, da er bereits am 24. Oktober 1783 starb.

## Familie
Solms heiratete am 24. August 1756 Sophie Christine Wilhelmine zu Solms-Laubach (* 29. August 1741; † 15. November 1772), Tochter von Christian August zu Solms-Laubach (1714–1784). Das Paar hatte mehrere Kinder:
- Wilhelm Christian Carl (* 9. Januar 1759; † 20. März 1837) ⚭ Auguste von Grumbach (* 7. Juli 1771; † 19. Juli 1810)
- Karoline (1760–1760)
- Ludwig Wilhelm (1762–1762)
- Auguste Louise (1765–1797) ⚭ Karl Ludwig von Grumbach († 25. Mai 1799)
- Wilhelm Heinrich Casimir (1765–1852), kurhessischer Generallieutenant
- Luise (1766–1830)
- Karl August Wilhelm Friedrich (* 9. Oktober 1768; † 22. August 1829), in holländischen Diensten
- Friedrich Wilhelm (* 22. Oktober 1770; † 13. April 1814) ⚭ Friederike von Mecklenburg-Strelitz (* 2. März 1778; † 29. Juni 1841)
- Ludwig Wilhelm (1771–1833), in hessen-kasselschen Diensten
- Ferdinande (1772–1773)